# Mîla, Kiev-Sveatoșîn
Mîla (în ucraineană Мила) este un sat în comuna Dmîtrivka din raionul Kiev-Sveatoșîn, regiunea Kiev, Ucraina.

## Demografie
Componența lingvistică a localității Mîla
     Ucraineană (91,7%)
     Rusă (8,1%)
     Alte limbi (0,2%)
Conform recensământului din 2001, majoritatea populației localității Mîla era vorbitoare de ucraineană (91,7%), existând în minoritate și vorbitori de rusă (8,1%).